# Karl XV của Thụy Điển
Karl XV & IV còn gọi là Carl (Carl Ludvig Eugen); Tiếng Thụy Điển: Karl XV và Tiếng Na Uy: Karl IV (3 tháng 5 năm 1826 – 18 tháng 9 năm 1872) là Vua của Thụy Điển (Karl XV) và Na Uy (Karl IV) từ năm 1859 cho đến khi ông mất. Mặc dù được biết với hiệu Vua Karl XV ở Thụy Điển (và còn trên tờ tiền hiện đại Na Uy), thật ra ông là quốc vương thứ 9 của Thụy Điển được mang hiệu đó, với người tiền nhiệm Karl IX (trị vì 1604–1611) được đặt chữ số theo lịch sử không có thật của Thuỵ Điển.